# The Whirlwind Girl
The Whirlwind Girl (chino: 旋风少女; pinyin: Xuan Feng Shao Nu), es una serie de televisión china transmitida del 7 de julio del 2015 hasta el 15 de septiembre del 2016 través de Hunan TV.
La serie está basada en la novela "Xuan Feng Shao Nu" (旋风少女) de Ming Xiaoxi.

## Sinopsis
La historia cuenta el viaje de Qi Baicao, por la gloria dentro de las artes marciales y los amigos que hace en el camino.

### Primera temporada
Hace 10 años, en la ciudad de An Yang, el origen de las artes marciales de Yuan Wu Dao, el campeón mundial de taekwondo Qu Xiangnan, es incriminado y acusado falsamente de dopaje, por lo que su prestigioso título le es despojado, convirtiéndose en una desgracia para la ciudad, lo que empañó su nombre en el mundo de las artes marciales. 
En el presente Qi Baicao, es una joven que ama el taekwondo desde que era pequeña. Después de la muerte de sus padres en un incendio, es adoptada y criada por Xiangnan, cuyas habilidades y reputación han sido difamadas por sus rivales durante años. Honesta, justa y decidida a triunfar gradualmente Baicao se transforma en una atleta profesional de taekwondo, luchando por llegar a la cima y así reclamar la inocencia de su maestro.
En el camino conoce a varias personas que rápidamente se convierten en sus amigos: al estoico y solidario Ruo Bai, al cálido, misterioso y aislado médico Yu Chuyuan y al coqueto y pícaro Fang Tinghao, que tiene una agenda oculta. Juntos aprenderán a crecer, competir, encontrar el amor y luchar por sus sueños.

### Segunda temporada
Qi Baicao, logra conquistar con éxito el concurso de artes marciales en toda Asia, permitiéndose obtener una comprensión más profunda sobre el deporte. Sin embargo luego de la trágica pérdida de su mentor, Ruo Bai, no sabe cómo continuar, pero cuando conoce a Chang An, un joven misterioso pero talentoso taekwondoín, este se hace cargo de su entrenamiento. Bajo su agotador entrenamiento Baicao recupera su espíritu y continúa su camino hacia la gloria de las artes marciales.

## Reparto

### Personajes principales
| Actor                                  | Personaje    | N.º de episodios | Temporadas | Notas |
| -------------------------------------- | ------------ | ---------------- | ---------- | ----- |
| Hu Bingqing Wang Yuying An Yuexi       | Qi Baicao    | 32 - 36          | 1 - 2      |       |
| Yang Yang Lin Xihao                    | Ruo Bai      | 32               | 1, 2       |       |
| Chen Xiang Sheng Zihang Huang Tianqi   | Fang Tinghao | 68               | 1 - 2 - 2  |       |
| Bai Jingting Xiong Jingyu              | Yu Chuyuan   | 32               | 1, 2       |       |
| Ji Chang-wook Ding Chengxin Wang Siyao | Chang An     | 36               | 2          | [ 2 ] |

### Personajes recurrentes
| Actor              | Personaje     | N.º de episodios | Temporadas | Notas |
| ------------------ | ------------- | ---------------- | ---------- | ----- |
| Guo Junchen        | Luo Feiyu     | -                | 2          |       |
| Korn Kong (孔垂楠) | Shi Yechong   | -                | 2          |       |
| Xing Fei           | An Xiaoyue    | -                | 2          |       |
| Wang Zixuan        | Yin Xiu       | -                | 2          |       |
| Chai Wei (柴蔚)    | Deng Pingping | -                | 2          |       |

#### Miembros del Centro de Taekwondo "Xian Wu"
| Actor                       | Personaje           | N.º de episodios | Temporadas | Notas |
| --------------------------- | ------------------- | ---------------- | ---------- | --- |
| Zhao Yuannuan               | Fang Tingyi         | -                | 1 - 2      | Es la hermana de Fang Tinghao, una joven vanidosa y arrogante. Es una campeona de Taekwondo y es considerada una superestrella en el mundo del Taekwondo debido a su talento y belleza. Está enamorada de Yu Chuyuan, pero él no siente lo mismo y cuando descubre que Chuyuan está enamorado de Qi Baicao se pone celosa. |
| Yang Tailang Huang Shengchi | Shen Bo             | -                | - 2        | |
| Wang Deshun                 | Maestro Wan Guanzhu | -                | 1          | Es el abuelo de los hermanos Fang y maestro del centro de taekwondo "Xian Wu". |

#### Miembros del Centro de Taekwondo "Song Bai"
| Actor       | Personaje     | N.º de episodios | Temporadas | Notas |
| ----------- | ------------- | ---------------- | ---------- | --- |
| Leo Wu      | Hu Yifeng     | -                | 1 - 2      | Es el compañero de cuarto de Ruo Bai, aunque parece perezoso tiene mucho talento. Aunque a menudo se pelea con Fan Xiaoying, poco después se enamora de ella. Después de la trágica muerte de Bai, se convierte en la persona con más tiempo en el centro. |
| Tan Songyun | Fan Xiaoying  | -                | 1 - 2      | Es la mejor amiga de Qi Baicao, es una joven alegre y divertida. Aunque al inicio se siente atraída por Ruo Bai, finalmente se enamora de Hu Yifeng, con quien suele pelear.                                                                               |
| Li Ze       | Wu Xiuda      | -                | 1 - 2      | |
| Yu Haoyang  | Wu Xiuqin     | -                | -          | |
| Qie Lutong  | Song Pingping | -                | 1          | |
| Li Ji       | Yin Yin       | -                | -          | |
| Gao Guangze | Yang Rui      | -                | 1 - 2      | |
| Li Qiang    | Maestro Yu    | -                | -          | Es el padre adoptivo de Yu Chuyuan y el maestro del centro de taekwondo "Song Bai". |

#### Miembros del Centro de Taekwondo "Quan Sheng"
| Actor                 | Personaje     | N.º de episodios | Temporadas | Notas |
| --------------------- | ------------- | ---------------- | ---------- | --- |
| Vincent Chiao         | Qu Xiangnan   | -                | 1 - 2      | Es el ex-campeón mundial de Taekwondo, así como el padre de Qu Guangya y padre adoptivo y maestro de Qi Baicao. Debido a un incidente donde fue incriminado y acusado falsamente de tomar drogas es expulsado de la industria. |
| Shi Xiaoqun           | Shen Ning     | -                | -          | Es la tía de Qu Guangya, un talentosa entrenadora de taekwondo y el modelo a seguir de muchos de los estudiantes. |
| Yu Ting Er Feng Wanyi | Qu Guangya    | -                | 1 - 2      | Es la hija de Qu Xiangnan y hermana adoptiva de Qi Baicao. Aunque parece ser fría en realidad es una joven amable y es la amiga de la infancia de Baicao, por quien se preocupa profundamente.                                 |
| Feng Peng             | Zheng Yuanhai | -                | -          | Es el maestro del centro de taekwondo "Quan Sheng". |

#### Miembros del Centro de Taekwondo "Chang Hai"
| Actor         | Personaje    | N.º de episodios | Temporadas | Notas |
| ------------- | ------------ | ---------------- | ---------- | --- |
| Jiang Yiyi    | Kim Min-joo  | -                | 1 - 2      | Es una estudiante de taewkwondo de Corea, una joven franca y adorable. Debido a la rivlidad de su padre con Qu Xiangnan, le guarda rencor a todos los estudiantes del centro de taekwondo "Quan Sheng". |
| Zhang Xueying | Li En-xiu    | -                | 1          | Es la media hermana de Yu Chuyuan, una joven inocente y amable que está enamorada de Fang Tinghao. Es una destacada atleta de taekwondo y su modelo a seguir es Qi Baicao.                              |
| Sun Lishi     | Kim Yishan   | -                | -          | Es el padre de Kim Min-joo y el rival de Qu Xiangnan. En el pasado usó un método ilegal para derrotarlo y así convertirse en el campeón mundial.                                                        |
| Jang Tae-hoon | Min Shenghao | -                | 1          | Es el discípulo número uno de Kim Yishan, un joven decidido y recto que se convierte en el campeón juvenil después de Fang Tinghao. Es cercano a Kim Min-joo y admira a Li En-xiu.                      |
| Li Jiacheng   | Min Zai      | -                | 1          | |

### Otros personajes
| Actor                | Personaje    | N.º de episodios | Temporadas | Notas                                                                   |
| -------------------- | ------------ | ---------------- | ---------- | ----------------------------------------------------------------------- |
| Zishan Rong (荣梓杉) | Xiao Xingyao | -                | 2          |                                                                         |
| Huang Xiaolin        | Mei Ling     | -                | 1          |                                                                         |
| Ma Chengcheng        | Lin Feng     | -                | 1          |                                                                         |
| Yang Xiaodan         | Mrs. Fan     | -                | -          | Es la madre de Fan Xiaoying.                                            |
| Fu Jia               | Mr. Fan      | -                | -          | Es el padre de Fan Xiaoying.                                            |
| Ma Ruojing           | Pu Dongyuan  | -                | -          | Es el responsable del incidente con drogas relacionado con Qu Xiangnan. |
| Li Haohan            | Li Yunyue    | -                | 1          | Es el padre de Yu Chuyuan y Li En-xiu.                                  |
| Yi Ji                | Shen Yuan    | -                | -          | Es la esposa de Qu Xiangnan y la hermana de Shen Ning.                  |
| Xu Huiwen            | Mrs. Ruo     | -                | -          | Es la madre de Ruo Bai.                                                 |

## Episodios
La serie está conformada por 2 temporadas y emitió 68 episodios, los cuales fueron transmitidos todos los martes (1.ª temporada), miércoles (1.ª y 2.ª temporada) y jueves (2.ª temporada) a las 22:00hrs:
- La primera temporada fue estrenada el 7 de julio del 2015 y terminó el 26 de agosto del 2015, transmitiendo 32 episodios.
- La segunda temporada fue emitida del 20 de julio del 2016 y finalizó el 15 de septiembre del mismo año, y estuvo conformada por 36 episodios.[4][5]

### Ratings
| Episodios | Fecha de emisión     | China Hunan TV premiere ratings (CSM50) | China Hunan TV premiere ratings (CSM50) | China Hunan TV premiere ratings (CSM50) | Calificación a Nivel Nacional | Calificación a Nivel Nacional | Calificación a Nivel Nacional |
| Episodios | Fecha de emisión     | Índices de audiencia (%)                | Audiencia compartida (%)                | Rankings                                | Índices de audiencia (%)      | Audiencia compartida (%)      | Rankings                      |
| --------- | -------------------- | --------------------------------------- | --------------------------------------- | --------------------------------------- | ----------------------------- | ----------------------------- | ----------------------------- |
| 1-2       | 7 de julio de 2015   | 1.200                                   | 5.920                                   | 1                                       | 1.58                          | 10.30                         | 1                             |
| 3-4       | 8 de julio de 2015   | 1.159                                   | 6.189                                   | 1                                       | 1.66                          | 10.96                         | 1                             |
| 5-6       | 14 de julio de 2015  | 1.215                                   | 6.898                                   | 1                                       | 1.89                          | 12.69                         | 1                             |
| 7-8       | 15 de julio de 2015  | 1.501                                   | 8.064                                   | 1                                       | 2.19                          | 13.79                         | 1                             |
| 9-10      | 21 de julio de 2015  | 1.664                                   | 8.951                                   | 1                                       | 2.56                          | 16.14                         | 1                             |
| 11-12     | 22 de julio de 2015  | 1.778                                   | 9.507                                   | 1                                       | 2.46                          | 15.26                         | 1                             |
| 13-14     | 28 de julio de 2015  | 1.736                                   | 9.246                                   | 1                                       | 2.44                          | 15.02                         | 1                             |
| 15-16     | 29 de julio de 2015  | 1.733                                   | 9.068                                   | 1                                       | 2.50                          | 15.49                         | 1                             |
| 17-18     | 4 de agosto de 2015  | 1.725                                   | 9.129                                   | 1                                       | 2.68                          | 16.55                         | 1                             |
| 19-20     | 5 de agosto de 2015  | 1.781                                   | 9.111                                   | 1                                       | 2.58                          | 15.88                         | 1                             |
| 21-22     | 11 de agosto de 2015 | 1.605                                   | 8.720                                   | 1                                       | 2.55                          | 16.58                         | 1                             |
| 23-24     | 12 de agosto de 2015 | 2.000                                   | 10.089                                  | 1                                       | 2.82                          | 17.33                         | 1                             |
| 25-26     | 18 de agosto de 2015 | 1.950                                   | 10.335                                  | 1                                       | 2.78                          | 17.66                         | 1                             |
| 27-28     | 19 de agosto de 2015 | 2.150                                   | 10.940                                  | 1                                       | 2.82                          | 17.77                         | 1                             |
| 29-30     | 25 de agosto de 2015 | 1.879                                   | 10.022                                  | 1                                       | 2.61                          | 17.12                         | 1                             |
| 31-32     | 26 de agosto de 2015 | 1.904                                   | 9.371                                   | 1                                       | 2.71                          | 16.29                         | 1                             |

## Música
El OST de la primera temporada de la serie estuvo conformado por 8 canciones:
| Año | Intérprete    | Canción                               | Duración | Notas               |
| --- | ------------- | ------------------------------------- | -------- | ------------------- |
| 1   | He Jie        | "Burning Youth" (燃烧吧青春)          | 3:18     | (canción de inicio) |
| 2   | Chen Chusheng | "That Distance" (那个远方)            | 4:36     | (canción de cierre) |
| 3   | Yin Ziyue     | "Missing Out" (借过)                  | 4:05     |                     |
| 4   | Vanessa Jin   | "Overjoyed" (痛快)                    | 3:19     |                     |
| 5   | Liu Ao        | "Lucky to Meet You" (还好遇见你)      | 4:22     |                     |
| 6   | Milk Coffee   | "Forgot to Hold Your Hand" (忘了牵手) | 5:17     |                     |
| 7   | Milk Coffee   | "Stars" (星星)                        | 4:11     |                     |
| 8   | Chen Xiang    | "Fireworks" (烟火)                    | 3:50     |                     |

## Premios y nominaciones
| Año  | Categoría                                | Premio                                   | Nominada (o)         | Resultado |
| ---- | ---------------------------------------- | ---------------------------------------- | -------------------- | --------- |
| 2017 | Best New Perfomer in a Television Series | 22nd Huading Award                       | Tan Songyun          | Ganó      |
| 2016 | Youth Breakthrough Actor                 | Domestic TV series Ceremony - Jury Award | The Whirlwind Girl 2 | Ganó      |
| 2016 | Top TV Series                            | Domestic TV series Ceremony - Jury Award | Leo Wu               | Ganó      |
| 2015 | Best New Actor                           | Domestic TV series Ceremony - Jury Award | Bai Jingting         | Nominado  |
| -    | Outstanding Television Series            | 28th Golden Eagle Award                  | The Whirlwind Girl   | Ganó      |

## Producción
La serie también es conocida como "Tornado Girl" y/o "Taekwondo Girl", y está basada en la novela "Xuan Feng Shao Nu" (旋风少女) de Ming Xiaoxi (明晓溪).
Fue dirigida por Cheng Zhichao (成志超), quien contó con el apoyo de los guionistas Ming Xiaoxi y Zhu Ming, durante la segunda temporada se unió el escritor Li Lei (李雷). 
La producción estuvo a cargo de He Jin y Zhou Dan, y en la segunda temporada se unieron Zhang Yong (张勇) y Zhou Wenjie (周文洁), mientras que la producción ejecutiva fue realizada por Zhang Huali, Li Hao, Zhou Xiong y Zhang Ruobo. Los compositores fueron Zhu Jintai, Lee Daliang, Guo Chao, Ouyang YiLu y Wu Fan.
Durante la primera temporada originalmente el papel de Qi Baicao sería interpretado por la actriz Xu Jiao, sin embargo luego de que dejara el proyecto debido a problemas de salud, el papel le fue dado a la actriz Hu Bingqing.
Las filmaciones comenzaron en abril del 2015 en Changsha, China y finalizaron en julio del mismo año. La serie también fue filmada en Corea del Sur.
La serie contó con el apoyo de las compañías de producción "Mango Media" y "Grand Media", y fue distribuida por Grand Media.

### Recepción
La primera temporada del drama fue considerada como un éxito comercial, obteniendo el número uno en su intervalo de tiempo durante su horario de transmisión, con una audiencia promedio de 1.68% (CSM50) y de 2.43% (a nivel nacional), convirtiéndose en uno de los dramas chinos con mejor calificación durante el 2015. La serie también 2mil millones de visitas en Mango TV.

### Distribución internacional
| País              | Cadena                  | Fecha de Emisión                       | Días y horarios (episodios) |
| ----------------- | ----------------------- | -------------------------------------- | --- |
| China             | Guangdong TV            | 23 de enero de 2016                    | Todos los días a las 19:30 (2 episodios)                                                                                           |
| China continental | Hunan TV Mango TV CCTV8 | 7 de julio de 2015 9 de agosto de 2016 | Martes y miércoles a las 22:00 (2 episodios) Martes y miércoles (2 episodios), 27 de agosto a las 13:14 Todos los días a las 13:00 |
| Hong Kong         | Guangdong TV            | 23 de enero de 2016                    | Todos los días a las 19:30 (2 episodios)                                                                                           |
| Japón             | Home Drama              | 9 de diciembre de 2015                 | A las 01:15, 18:00 (repetición) |